# Like a star in the night
「Like a star in the night」（ライク・ア・スター・イン・ザ・ナイト）は、日本の歌手・倉木麻衣の楽曲。倉木の13作目のCDシングルとして、2002年9月4日にGIZA Studioから発売された。シングル盤の規格品番はGZCA-2048。

## 概要
歌手のYUIがオーディション時に歌った曲としても知られている。

## シングル収録曲
1. 「Like a star in the night」 – (5:36)
  - 作詞: 倉木麻衣、作曲: 大野愛果、編曲: 徳永暁人、ストリングスアレンジ: 池田大介

テレビ朝日系『ダークエンジェル』主題歌。ミュージック・ビデオでは倉木がピアノで弾き語りをしている。
2. 「Give me one more chance」 – (4:41)
  - 作詞: 倉木麻衣、作曲: 大野愛果、編曲: DJ ME-YA
3. 「Like a star in the night 〜a capella ver.〜」 – (5:23)
4. 「Like a star in the night (Instrumental)」(5:33)

## 参加ミュージシャン
- 倉木麻衣：Vocals & Background Vocals (#1,2,3)

Additional Musician
- 大野愛果：Background Vocals (#1,2,3)
- 宇徳敬子：Background Vocals (#1,3)
- Amusement Parks：Background Vocals (#3)
- 徳永暁人：Guitar (#1,4)
- 大賀好修：Guitar (#2)
- TAMA MUSIC：Strings (#1)

## 収録アルバム
- FAIRY TALE
- Wish You The Best
- ALL MY BEST
- Mai Kuraki Single Collection 〜Chance for you〜